# 1900년 하계 올림픽 펜싱

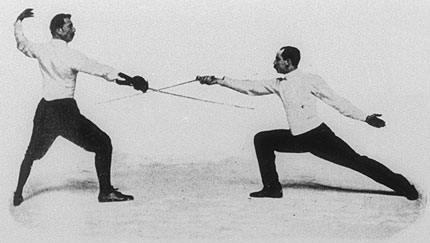
이탈로 산텔리(왼쪽)와 장 밥티스트 미미아그(오른쪽)가 마스터 플뢰레 경기를 진행하는 모습

1900년 하계 올림픽 펜싱은 프랑스 파리에서 개최된 1900년 하계 올림픽의 경기 종목이다. 16개국에서 276명의 선수가 참가하였으며, 7개의 세부 종목으로 진행되었다.

## 참가국
펜싱 종목은 19개국(IOC에서 인정하지 않는 3개국 포함)에서 276명의 선수가 참가하였다.
| - 네덜란드 (1명) - 러시아 제국 (3명) - 덴마크 (1명) - 독일 (2명) - 미국 (2명) - 벨기에 (5명) - 스웨덴 (1명) | - 스위스 (3명) - 아르헨티나 (1명) - 아이티 (2명*) - 스페인 (1명) - 영국 (1명) - 오스트리아 (9명) | - 이란 (1명*) - 이탈리아 (12명) - 쿠바 (1명) - 페루 (1명*) - 프랑스 (223명) - 헝가리 (7명) |

* 국제 올림픽 위원회에서 인정하지 않은 참가국

## 메달 집계

### 최종 순위
| 순위 | 국가       | 금메달 | 은메달 | 동메달 | 합계 |
| ---- | ---------- | ------ | ------ | ------ | ---- |
| 1    | 프랑스     | 5      | 5      | 5      | 15   |
| 2    | 이탈리아   | 1      | 1      | 0      | 2    |
| 2    | 쿠바       | 1      | 1      | 0      | 2    |
| 4    | 오스트리아 | 0      | 0      | 2      | 2    |
| 합계 | 합계       | 7      | 7      | 7      | 21   |

### 메달리스트
| 종목                        | 금                           | 은                         | 동                             |
| --------------------------- | ---------------------------- | -------------------------- | ------------------------------ |
| 에페 개인전 자세히          | 라몬 폰스트 · 쿠바           | 루이 페레 · 프랑스         | 레옹 세 · 프랑스               |
| 마스터 에페 자세히          | 알베르 로베르 아야 · 프랑스  | 에밀 부놀 · 프랑스         | 앙리 로렝 · 프랑스             |
| 아마추어 마스터 에페 자세히 | 알베르 로베르 아야 · 프랑스  | 라몬 폰스트 · 쿠바         | 레옹 세 · 프랑스               |
| 플뢰레 개인전 자세히        | 에밀 코스트 · 프랑스         | 앙리 마송 · 프랑스         | 마르셀 자크 불렝게 · 프랑스    |
| 마스터 플뢰레 자세히        | 뤼시엥 메리나 · 프랑스       | 알퐁스 키르크호페 · 프랑스 | 장 밥티스트 미미아그 · 프랑스  |
| 사브르 개인전 자세히        | 조르주 드 라 팔레스 · 프랑스 | 레옹 티에보 · 프랑스       | 시에프리트 플레슈 · 오스트리아 |
| 마스터 사브르 자세히        | 안토니오 콘테 · 이탈리아     | 이탈로 센텔리 · 이탈리아   | 밀란 네랄리치 · 오스트리아     |

## 참고 문헌
- 국제 올림픽 위원회 - 1900년 하계 올림픽 펜싱 경기 결과 (영어)
- De Wael, Herman. 《Herman's Full Olympians: "Fencing 1900"》. 2016년 3월 3일에 원본 문서에서 보존된 문서. 2006년 1월 10일에 확인함.
- Mallon, Bill (1998). 《The 1900 Olympic Games, Results for All Competitors in All Events, with Commentary》. Jefferson, North Carolina: McFarland & Company, Inc., Publishers. ISBN 0-7864-0378-0.

| 올림픽 펜싱 |                                   |                   |
| 이전 대회   | 1900년 하계 올림픽 펜싱 파리 1900 | 다음 대회         |
| 아테네 1896 | 1900년 하계 올림픽 펜싱 파리 1900 | 세인트루이스 1904 |